# Eva Hahnová
Eva Hahnová (roz. Schmidtová, do roku 1993 jako Schmidt-Hartmann; * 1946, Praha) je historička českého původu, žijící od roku 1968 v Německu. Specializuje se především na česko-německé vztahy, české a německé dějiny, odsun sudetských Němců, či na tematiku Židů v Protektorátu Böhmen und Mähren a posléze v bývalém východním bloku (např. ČSR, Polsko).

## Život
Eva Hahnová studovala v Praze, Stuttgartu a také na London School of Economics, kde promovala roku 1981. V letech 1981–1999 byla vědeckou pracovnicí Collegium Carolinum.
Jejím manželem je německý profesor historie Hans Henning Hahn (* 1947), se kterým na svých knihách spolupracuje.